# Admiral Makarov (fregata)
Admiral Makarov je fregata razreda Burevestnik Ruske vojne mornarice. Poimenovana je po admiralu Stepanu Osipoviču Makarovu, poveljniku Tihooceanske flote med rusko-japonsko vojno leta 1904. Gredelj ladje je bil položen 29. februarja 2012 v ladjedelnici Jantar v Kaliningradu, splavljena pa je bila 2. septembra 2015. 27. decembra 2017 je bila predana 30. diviziji ladij Črnomorske flote z matičnim pristaniščem v Sevastopolu. Razred Burevestnik je konstruiral Severni konstruktorski biro iz Sankt Peterburga.
Julija 2018 se je udeležil glavne mornariške parade v Sankt Peterburgu. 18. avgusta je izplul iz Baltijska v Sevastopol. V domače pristanišče je prispel v začetku oktobra, 5. novembra pa je izplul v Sredozemsko morje, kjer je okrepil 5. operativno eskadro.
Leta 2022 je postal poveljniška ladja Črnomorske flote.